# Till Reiners’ Happy Hour
Till Reiners’ Happy Hour (bis 2021 Pufpaffs Happy Hour) ist eine deutsche Kabarett- und Comedy-Show, die bis 2021 von der Studio.TV.Film für den Bereich Non-Fiction produziert wurde. Seit 2021 wird die Sendung von der B28 Produktion GmbH & Co.KG produziert. Die Sendung wird seit 2013 im Kesselhaus der Berliner Kulturbrauerei präsentiert und auf 3sat und bis 2016 auch auf ZDFkultur ausgestrahlt. Bis 2021 wurde sie von dem Kabarettisten Sebastian Pufpaff moderiert, seit 2022 von Till Reiners.

## Konzept
Till Reiners’ Happy Hour ist keine konventionelle Studioproduktion, sondern wird als Live-Show vor Publikum in Clubatmosphäre aufgezeichnet. Der Moderator präsentiert sowohl etablierte Kabarettstars als auch Nachwuchstalente. Die Beiträge reichen von klassischer Stand-Up-Comedy über Slam-Poetry bis zu Liedern, Rapsongs und experimentellen Musik- und Tanzeinlagen.

## Besetzung

### Moderation

#### Pufpaffs Happy Hour

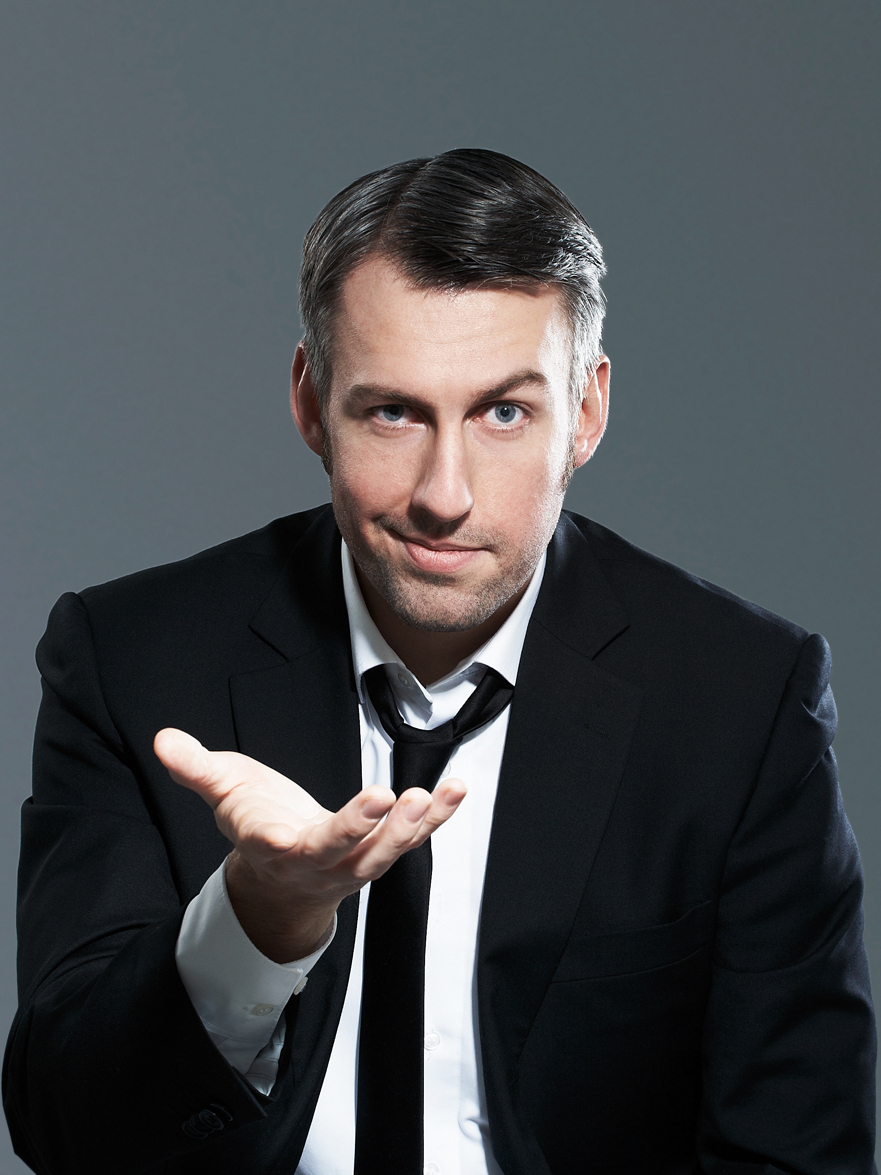
Sebastian Pufpaff

#### Till Reiners´ Happy Hour

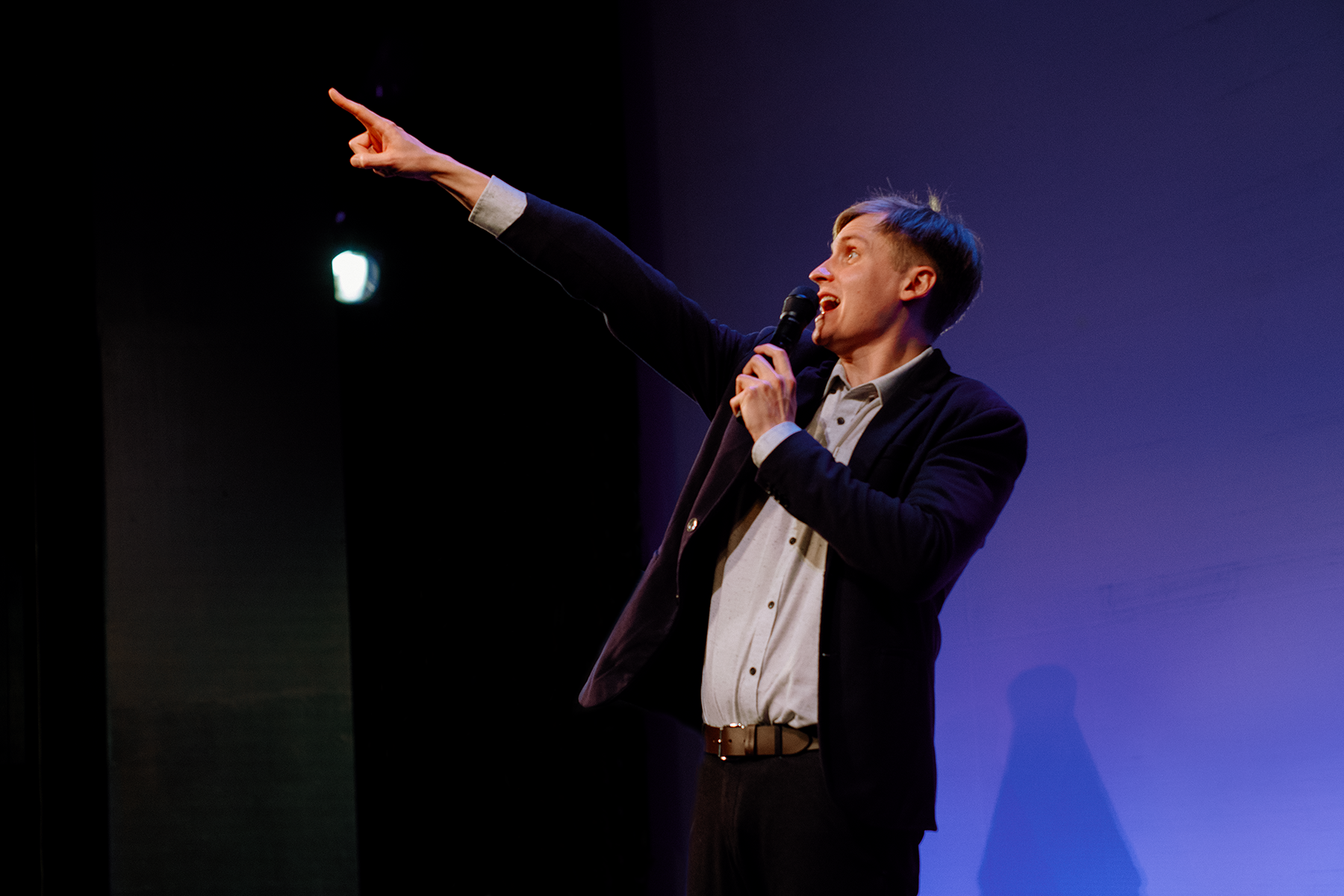
Till Reiners

### Regie
2015–2020: Axel Ludewig
seit 2021: Julia Möller

## Episodenliste
Hauptartikel: Till Reiners’ Happy Hour/Episodenliste

## Gäste
Gäste waren bereits u. a. Christine Prayon, Simon & Jan, Querbeat, Torsten Sträter, Christoph Sieber, Carl-Einar Häckner, Jasper Diedrichsen, Lisa Eckhart, Matthias Egersdörfer, Horst Evers, FIL, Rainald Grebe, C. Heiland, Nils Heinrich, Marc-Uwe Kling, Michael Krebs, PeterLicht, Tobias Mann, Michael Mittermeier, Moritz Neumeier, Nicole Jäger,  Pigor & Eichhorn, Barbara Ruscher, Florian Schroeder, Mathias Tretter, Victoria Helene Bergemann, Timo Wopp, Michael Hatzius, Katie Freudenschuss, Tahnee, Madsen, Helene Bockhorst, Abdelkarim, Andreas Rebers, Till Reiners, Martina Schwarzmann, Ina Müller, Kapelle Petra, Annamateur, Suchtpotenzial, Sarah Bosetti, Stefan Danziger, Provinz und Zoe Hagen.

## Produktion
Die Sendung des Senders 3sat wurde bis 2021 von Studio.TV.Film produziert. Zuständig für die Produktion waren Milena Maitz und Norbert Busè. Seit 2021 wird die Sendung von der B28 Produktion GmbH & Co.KG produziert. 

## Ausstrahlung
Die Kabarettsendung wird im 3sat (TV-Premiere) sowie im ZDF (ursprünglich bei ZDFkultur) ausgestrahlt. Es sind von 2012 bis 2021 70 Folgen und 8 „Best of“ ausgestrahlt worden.
Mit Till Reiners sind seit März 2022 bisher 26 Folgen, 2 „Best of“ sowie eine XXL-Folge zum 10-jährigen Jubiläum als sommerliche Satireparty am 16. Juli 2023 ausgestrahlt worden.

## Best of
Seit 2014 wird immer am Ende des Jahres eine sogenannte „Best of“-Folge ausgestrahlt. Wie der Name schon sagt, werden hierbei besondere Momente aus dem Jahr von Folgen dieser Kabarett-Sendung gezeigt.

## Quoten
Die Kabarettsendung erreicht eine durchschnittliche Quote von 1,3 % (ca. 500 000 Zuschauer) parallel zum Tatort in der ARD.

## Besonderes
In Folge 10 wurde Betterov als Musikgast in der Mediathek nachträglich herausgeschnitten.
„Betterov, brandaktueller Hoffnungsträger des deutschsprachigen Indie-Rocks. Ein junger Songwriter mit ganz persönlicher Note, Herz und einer ganz großen Portion Talent. Noch ein Geheimtipp, bald ein ganz Großer!“ hieß es noch bei der Ankündigung zu Folge 10 von 3sat.